# De Zalmhaven
De Zalmhaven, ook wel De Zalmhaventorens, is een hoogbouwproject bestaande uit drie woontorens in Rotterdam. De hoogste toren, Zalmhaven I, is ontworpen door Dam & Partners Architecten en is het hoogste gebouw van Nederland. De torens Zalmhaven II en III zijn ontworpen door KAAN Architecten.
De Zalmhaven staat tussen de Gedempte Zalmhaven en de Houtlaan in het Scheepvaartkwartier bij de Erasmusbrug. De torens staan in een openbaar park.

## Geschiedenis

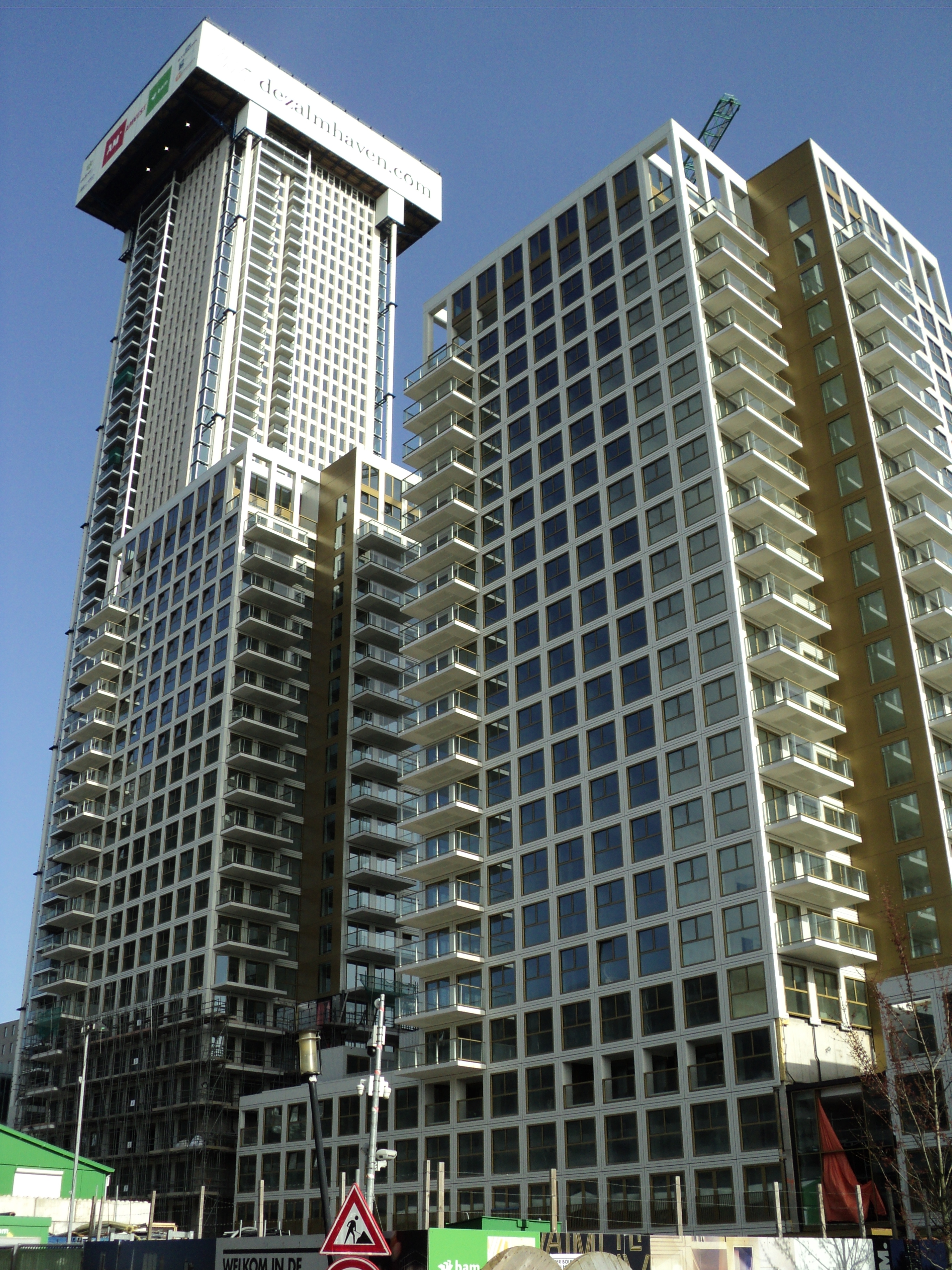
De Zalmhaventorens in aanbouw, anno 2021

In september 2016 keurde de Rotterdamse gemeenteraad het plan goed. De bouw ging na vijftien jaar voorbereiding van start op 25 oktober 2018. De Zalmhaven heeft met de Zalmhaven I een hoogte van 215 meter hoog. Het gebouw zelf is 203 m en de mast beslaat de laatste 12 m. Op 15 december 2020 heeft de bouw van Zalmhaven II en III het hoogste punt bereikt. In oktober 2021 is het hoogste punt van de Zalmhaven I bereikt. Het gehele project werd in 2022 opgeleverd.
Op de bovenste verdiepingen van de Zalmhaventoren bevindt zich sinds 2024 een restaurant en cocktailbar onder de naam Celest.

## Indeling en ontwerp
De Zalmhaven bevat 452 appartementen en penthouses, 33 herenhuizen, een parkeergarage, kantoren, commerciële ruimtes en een restaurant. De herenhuizen zijn voorzien van een privé dakterras en de appartementen en penthouses beschikken alle over een of meerdere buitenruimten. De onderbouw biedt plaats aan een vijf etages tellende parkeergarage met 456 plaatsen. In de lobby is een binnentuin gerealiseerd. Op de parkeergarage bevindt zich een daktuin die alleen toegankelijk is voor de bewoners van De Zalmhaven. De woningen in De Zalmhaven II en III hebben een eigen entree aan de Gedempte Zalmhaven, maar bewoners maken tevens gebruik van de voorzieningen in De Zalmhaven I.
Alle bouwdelen maken gebruik van een duurzame energievoorziening. Het concept bestaat uit een combinatie van twee warmtepompen en een bodemenergiesysteem (WKO-systeem) met stadsverwarming als aanvullende energiebron voor piekmomenten.
Voor de brandveiligheid maakt de Zalmhaven I onder andere gebruik van een sprinklerinstallatie en een overdrukinstallatie.

## Trivia
- Zalmhaven I is het hoogste gebouw van Nederland en dus ook de hoogste woontoren. De laatste kwalificatie ging tot dan toe naar een andere woontoren in Rotterdam, de New Orleans, die 158 meter hoog is. Op 23 augustus 2021 is tijdens de bouw het hoogste punt van de Zalmhaven I bereikt.
- In het oorspronkelijk ontwerp was een glazen top met panoramaterras voorzien. In een later stadium werd dit vervangen door een top van roestvrij staal. De reden daarvoor was dat een terras bij nader inzien te weinig toe zou voegen.[5] Later werd besloten om de glazen top toch te behouden, maar deze te gebruiken als machinekamer.[6]